# Усть-Ілинське сільське поселення
Усть-Іли́нське сільське поселення (рос. Усть-Илинское сельское поселение) — сільське поселення у складі Акшинського району Забайкальського краю Росії.
Адміністративний центр — село Усть-Іля.

## Населення
Населення сільського поселення становить 481 особа (2019; 551 у 2010, 696 у 2002).